# C12orf73
C12orf73 (англ. Chromosome 12 open reading frame 73) – білок, який кодується однойменним геном, розташованим у людей на 12-й хромосомі. Довжина поліпептидного ланцюга білка становить 71 амінокислот, а молекулярна маса — 8 023.
| 10         |  | 20         |  | 30         |  | 40         |  | 50         |
| ---------- |  | ---------- |  | ---------- |  | ---------- |  | ---------- |
| MPAGVPMSTY |  | LKMFAASLLA |  | MCAGAEVVHR |  | YYRPDLTIPE |  | IPPKRGELKT |
| ELLGLKERKH |  | KPQVSQQEEL |  | K          |  |            |  |            |

A: Аланін

C: Цистеїн

D: Аспарагінова кислота

E: Глутамінова кислота

F: Фенілаланін

G: Гліцин

H: Гістидин

I: Ізолейцин

K: Лізин

L: Лейцин

M: Метіонін

P: Пролін

Q: Глутамін

R: Аргінін

S: Серин

T: Треонін

V: Валін

Секретований назовні.